# 中島英治
中島 英治（なかしま ひではる、1959年 - ）は、日本の材料工学者。九州大学総合理工学研究院長・教授。元日本金属学会会長。

## 人物・経歴
福岡県生まれ。1977年福岡県立東筑高等学校卒業。1981年九州大学卒業。1984年九州大学大学院総合理工学研究科修士課程修了。1985年九州大学助手。1990年九州大学工学博士。九州大学助教授を経て、九州大学教授。2012年九州大学総合理工学研究院長・総合理工学府長。2017年日本金属学会会長。2019年九州大学総合理工学研究院長・総合理工学府長。2020年日本鉄鋼協会組織と特性部会部会長。2024年九州大学　名誉教授。2024年独立行政法人　国立高等専門学校機構　理事

## 受賞
- 日本金属学会論文賞 1994[7]
- 日本金属学会論文賞 1996[7]
- 日本金属学会ジェフリース賞 1998[7]
- 軽金属学会論文賞 2001[7]
- 日本鉄鋼協会西山記念賞 2002[7]
- 日本金属学会功績賞 2005[7]